# Серва (Рибейра-де-Пена)
Серва (порт. Cerva) — населённый пункт и район в Португалии, входит в округ Вила-Реал. Является составной частью муниципалитета Рибейра-де-Пена. По старому административному делению входил в провинцию Траз-уж-Монтиш и Алту-Дору. Входит в экономико-статистический субрегион Тамега, который входит в Северный регион. Население составляет 2607 человек на 2001 год. Занимает площадь 46,05 км².
Покровителем района считается Апостол Пётр (порт. São Pedro).